# Live at Watkins Glen
Live at Watkins Glen è un album dal vivo del gruppo rock canadese-statunitense The Band, pubblicato nel 1995 ma registrato nel periodo 1971-1973.

## Tracce
Testi e musiche di Robbie Robertson eccetto dove indicato.
1. Back to Memphis (Chuck Berry) – 6:16
2. Endless Highway – 5:18
3. I Shall Be Released (Bob Dylan) – 4:24
4. Loving You Is Sweeter than Ever (Ivy Jo Hunter, Stevie Wonder) – 3:25
5. Too Wet to Work (Garth Hudson) – 3:29
6. Don't Ya Tell Henry (Dylan) – 4:01
7. The Rumor – 4:57
8. Time to Kill – 4:54
9. Jam (The Band) – 3:02
10. Up on Cripple Creek – 4:48

## Formazione
- Rick Danko – basso, voce
- Levon Helm – batteria, mandolino, voce
- Garth Hudson – organo, clavinet
- Richard Manuel – piano, batteria, clavinet, voce
- Robbie Robertson – chitarre